# اورک (آرکانزاس)
اورک (به انگلیسی: Oark) یک منطقهٔ مسکونی در ایالات متحده آمریکا است که در شهرستان جانسون، آرکانزاس واقع شده‌است. اورک ۳۰۹٫۹۹ متر بالاتر از سطح دریا واقع شده‌است.